# Promachus fulvipes
Promachus fulvipes là một loài ruồi trong họ Asilidae. Promachus fulvipes được Macquart miêu tả năm 1838.